# José Manuel Canga
José Manuel Canga est un cascadeur, pilote automobile et funambule espagnol né le 16 mars 1934 à Mieres (Oviedo) et mort le 12 novembre 1987 à San Juan de Dios (département du Petén, Guatemala).